# Wetgevende Raad van Hongkong

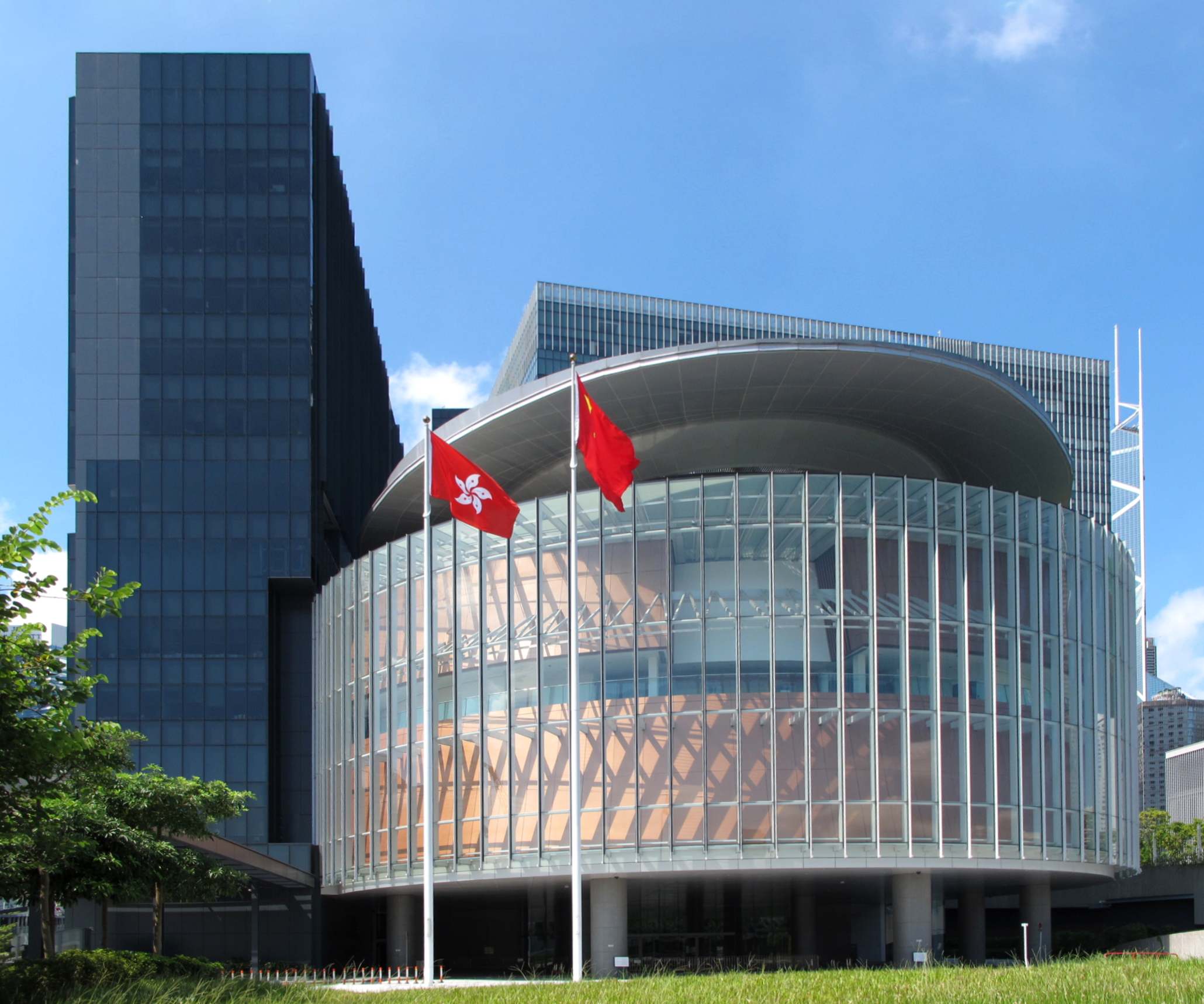
Gebouw van de Wetgevende Raad (Sinds 2011)

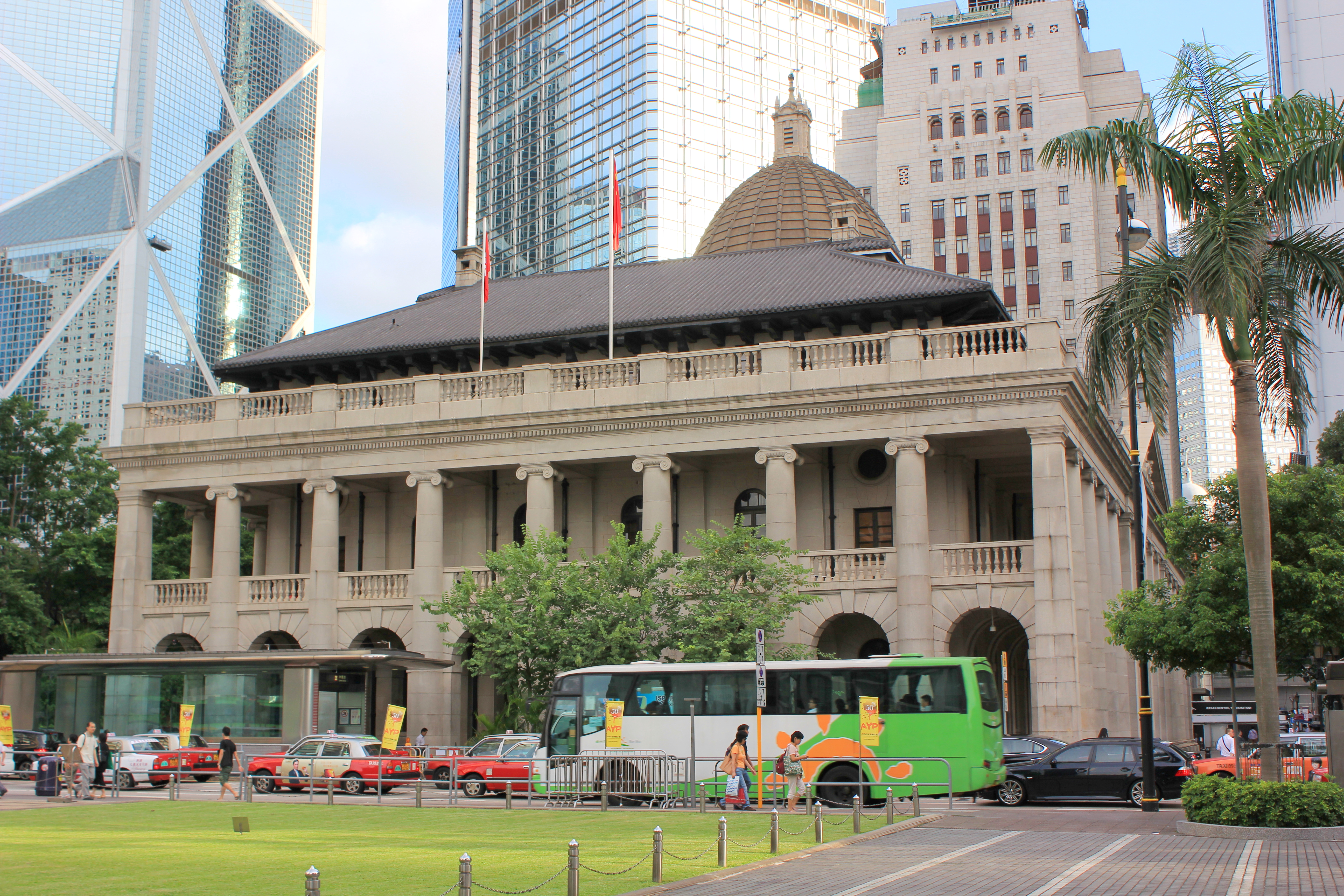
Gebouw van de Wetgevende Raad (1985-2011)

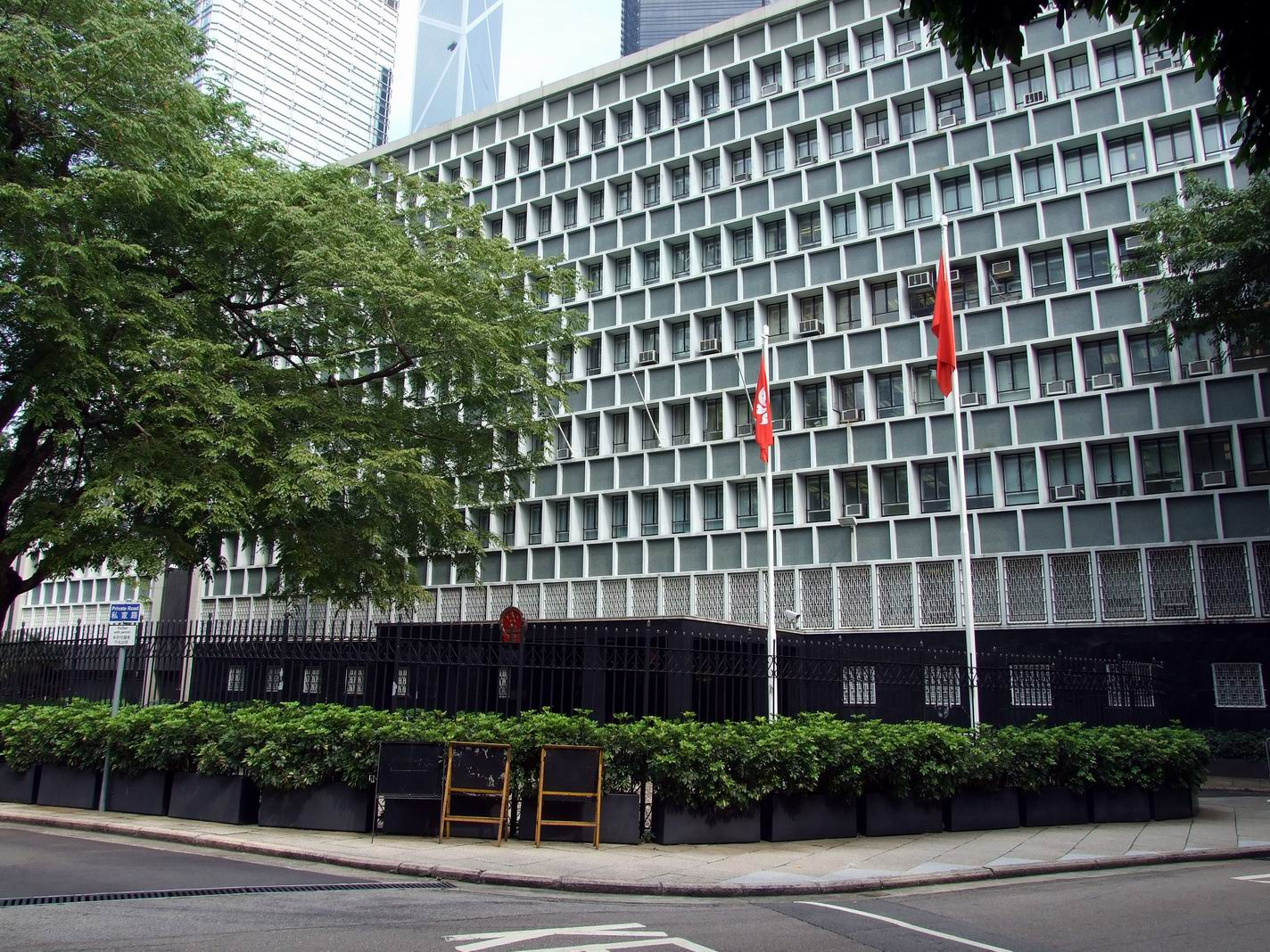
Centrale overheidskantoren, de thuisbasis van Legco in de jaren 50 tot 1985

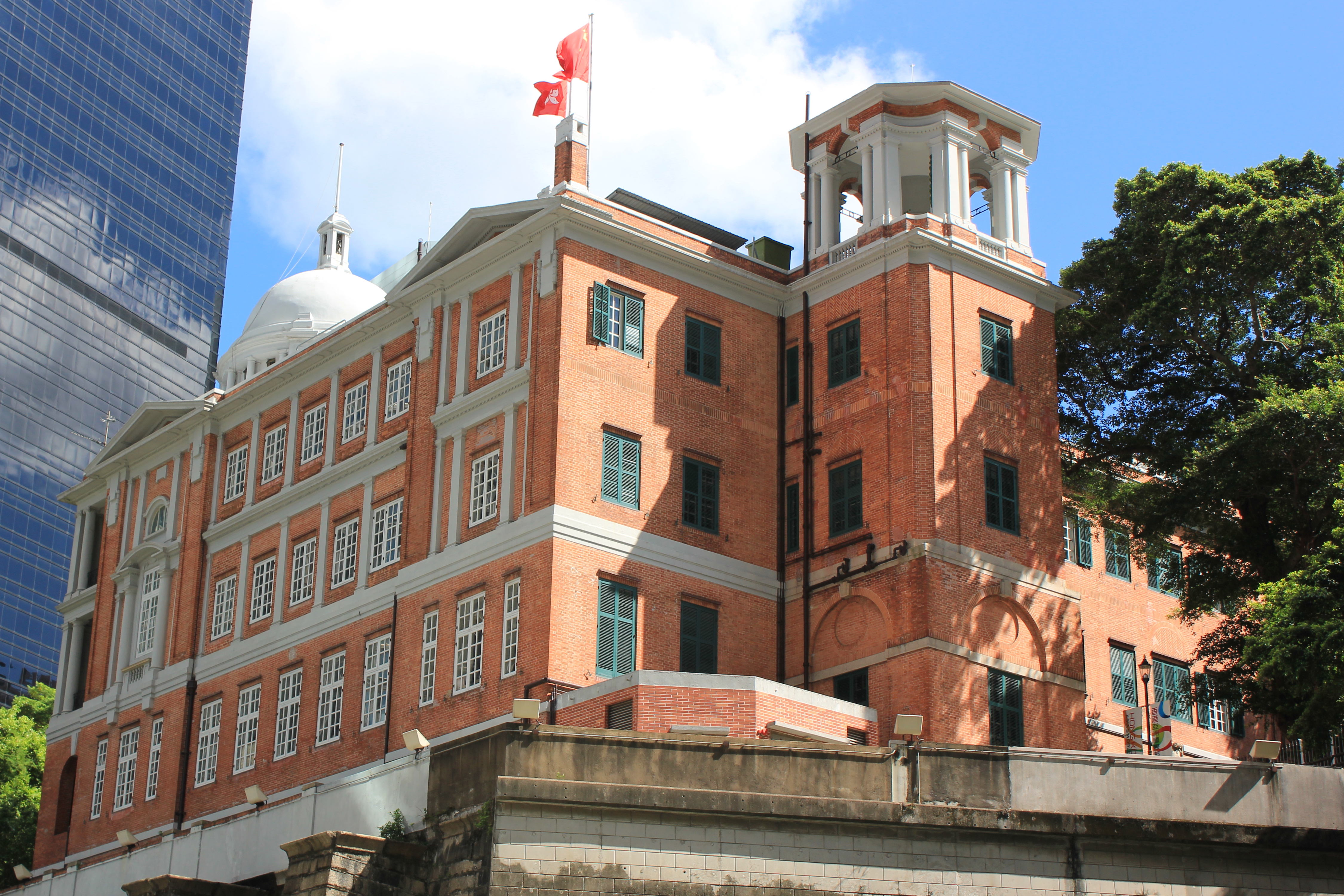
French Mission Building was de thuisbasis van Legco 1840s

De Wetgevende Raad van de Hong Kong Special Administration Region, afgekort LegCo, is het parlement van Hong Kong, een speciale bestuurlijke regio van de Volksrepubliek China.

De wetgevende raad heeft een eenkamerstelsel dat anno 2022 bestaat uit 90 leden. Alle leden worden geacht patriottistisch te zijn naar China, wat loyaliteit aan de regering in Peking impliceert en het principe van één land, twee systemen ondergraaft. De leden moeten eerst worden goedgekeurd door een speciaal comité. De verkiezingscommissie kiest 40 leden, 30 leden worden gekozen door belanghebbende organisaties en 20 leden worden via tien kiesdistricten rechtstreeks gekozen door Hongkongers, onder het systeem van de enkele niet-overdraagbare stem.
De Wetgevende Raad werd in 1843 opgericht in Brits Hongkong als adviesraad voor de gouverneur. Anno 2022 zijn de belangrijkste taken van de Wetgevende Raad:
- Vaststelling, wijziging en intrekking van wetten
- Onderzoek en goedkeuring van begrotingen, belastingen en overheidsuitgaven.
- Controle op de regering.

Daarnaast krijgt de Wetgevende Raad de bevoegdheid om de benoeming en ontslag van de rechters van de Court of Final Appeal en de hoofdrechter van de High Court goed te keuren, evenals de bevoegdheid om de Chief Executive van Hong Kong af te zetten.
Tot de overdracht van Brits Hongkong naar Hongkong SAR 1997 werd in Shenzhen eenzijdig een voorlopige Wetgevende Raad opgericht door de regering van de Volksrepubliek China. De voorlopige Wetgevende Raad verhuisde naar Hongkong en verving de koloniale Wetgevende Raad na de overdracht in 1997, een nieuwe raad werd gekozen in 1998. Sinds 2000 bedraagt de termijn van de Wetgevende Raad vier jaar, met uitzondering van de 6e Wetgevende Raad. Verkiezingen voor de 7e Wetgevende Raad werden "ten minste een jaar" uitgesteld door de zittende Chief Executive Carrie Lam, de officiële reden daarvoor was de coronapandemie.
Artikel 68 van de basiswet van Hongkong, aangenomen in 1990, stelt dat het uiteindelijke doel is dat alle leden van de Wetgevende Raad direct worden gekozen.
In maart 2021 nam het Nationaal Volkscongres (het parlement van China) een resolutie aan die toestemming gaf voor een herziening van het kiesstelsel van Hongkong, inclusief dat van de Wetgevende Raad.

## Kiessysteem
De Wetgevende Raad bestaat uit 90 leden en heeft een termijn van vier jaar, met uitzondering van de eerste Wetgevende Raad (1998-2000) en van de 6e Wetgevende Raad (2016-2021). Tijdens de verkiezingen in 1998 werden 20 leden direct gekozen, 10 leden werden gekozen door de verkiezingscommissie en 30 leden werden gekozen door belanghebbende organisaties. Tijdens de verkiezing in 2000 werden 24 leden direct gekozen, 6 leden werden gekozen door de verkiezingscommissie die toen bestond uit 800 leden en 30 leden werden gekozen door belanghebbende organisaties. Tijdens de verkiezingen van 2004 en 2008 waren er 30 leden direct gekozen door middel van kiesdistricten en 30 leden werden gekozen door de belanghebbende organisaties. Sinds de verkiezing in 2004 wordt de helft direct gekozen en de andere helft door belanghebbende organisaties.
Artikel 68 van de basiswet voorschrijft dat het uiteindelijke doel is dat alle leden van de Wetgevende Raad direct gekozen worden.

### Hervormingen 2021
In maart 2021 werd door het Nationale Volkscongres van China een nieuwe hervorming doorgevoerd om het kiessysteem in Hongkong te veranderen. De hervormingen houden in dat de verkiezingscommissie alle kandidaten van tevoren moet beoordelen of ze patriottisch zijn naar China, ook zal het aantal leden van de Wetgevende Raad van 70 naar 90 gaan. De direct gekozen zetels worden gereduceerd van 35 naar 20, de 6 leden die de districtsraden mogen kiezen verdwijnen, 40 leden worden gekozen door de verkiezingscommissie en 30 leden leden blijven gekozen door de belanghebbende organisaties. Elke kandidaat moet een nominaties krijgen van elk van de vijf subsectoren in de verkiezingscommissie. De verkiezingscommissie gaat van 1200 leden naar 1500 leden en de vertegenwoordiging van 117 leden van districtsraden worden verwijdert uit de verkiezingscommissie.

### Kiesdistricten
Alle direct gekozen leden worden gekozen door middel van kiesdistricten via enkele niet-overdraagbare stem. De tien kiesdistricten mogen allen 2 leden kiezen. Voor de verkiezingen van 1998 t/m 2016 werd de leden gekozen door evenredige vertegenwoordiging.
| Kiesdistricten t/m 2016 | Aantal Leden | Aantal Leden | Aantal Leden | Aantal Leden | Aantal Leden | Aantal Leden |
| Kiesdistricten t/m 2016 | 1998         | 2000         | 2004         | 2008         | 2012         | 2016         |
| ----------------------- | ------------ | ------------ | ------------ | ------------ | ------------ | ------------ |
| Hongkong eiland         | 4            | 5            | 6            | 6            | 7            | 6            |
| Kowloon Oost            | 3            | 4            | 5            | 4            | 5            | 5            |
| Kowloon West            | 3            | 4            | 4            | 5            | 5            | 6            |
| New Territories Oost    | 5            | 5            | 7            | 7            | 9            | 9            |
| New Territories West    | 5            | 6            | 8            | 8            | 9            | 9            |
| Totaal                  | 20           | 24           | 30           | 30           | 35           | 35           |

### Belanghebbende organisaties
30 leden worden gekozen door belanghebbende organisaties die verschillende sectoren in Hongkong vertegenwoordigen.
Van 2012 t/m 2016 mochten elk van de 27 belanghebbende sectoren één lid kiezen met uitzondering van de arbeiders organisaties die 3 leden mogen kiezen en de districtsraden die 5 leden mochten kiezen. Sinds 2021 zijn er 28 belanghebbende organisaties, de districtsraden is hun stemrecht ontnomen. De Medische en Gezondheidszorg werden één kiesdistrict. Er kwamen ook twee nieuwe belanghebbende organisaties bij, het derde commerciële kiesdistrict en een kiesdistrict van de Hongkongse afgevaardigden die dienen in nationale organisaties in China.
- Heung Yee Kuk
- Landbouw en Visserij
- Verzekering
- Transport
- Onderwijs
- Rechtelijk
- Boekhouding
- Medisch en gezondheidszorg
- Ingenieur
- Architectuur, landmeetkunde, planning en landschap
- Arbeiders
- Maatschappelijk Werk
- Vastgoed en bouw
- Toerisme
- Commerciële Sector (eerste)
- Commerciële Sector (tweede)
- Commerciële Sector (derde)
- Industrieel (eerste)
- Industrieel (tweede)
- Financiën
- Financiële Diensten
- Sport, Podiumkunsten, Cultuur en Uitgeverij
- Import en Export
- Textiel en Mode
- Groothandel en Detailhandel
- Technologie en innovatie
- Catering
- Hongkongse afgevaardigden van nationale organisaties

## Samenstelling van Wetgevende Raad per termijn
| Termijn     | Leden | Samenstelling (politieke groepen)             | Grootste partij                                                            |
| ----------- | ----- | --------------------------------------------- | -------------------------------------------------------------------------- |
| 1ste (1998) | 60    | Pro-Peking: 40 Pro-democratie: 20             | Democratische Partij (DP) (13)                                             |
| 2e (2000)   | 60    | Pro-Peking: 39 Pro-democratie: 21             | Democratische Partij (DP) (12)                                             |
| 3e (2004)   | 60    | Pro-Peking: 35 Pro-democratie: 25             | Democratic Alliance for the Betterment and Progress of Hong Kong (DP) (12) |
| 4e (2008)   | 60    | Pro-Peking: 37 Pro-democratie: 23             | Democratic Alliance for the Betterment and Progress of Hong Kong (DP) (13) |
| 5e (2012)   | 70    | Pro-Peking: 43 Pro-democratie: 27             | Democratic Alliance for the Betterment and Progress of Hong Kong (DP) (13) |
| 6e (2016)   | 70    | Pro-Peking: 40 Pro-democratie: 29 onzijdig: 1 | Democratic Alliance for the Betterment and Progress of Hong Kong (DP) (12) |
| 7e(2021)    | 90    | Pro-Peking: 85 onzijdig: 1                    | Democratic Alliance for the Betterment and Progress of Hong Kong (DP) (19) |